# Earl of Southesk

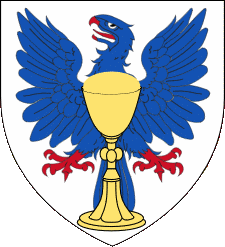
Ursprüngliches Wappen der Earls of Southesk

Earl of Southesk ist ein erblicher britischer Adelstitel in der Peerage of Scotland. Der Titel ist nach dem Fluss South Esk in Angus, Schottland, benannt. Er ist seit 1992 nachgeordneter Titel der Dukes of Fife und wird als Höflichkeitstitel vom jeweiligen Titelerben geführt.
Der jeweilige Earl ist auch erblicher Chief des Clan Carnegie.
Familiensitz der Earls ist Kinnaird Castle bei Brechin in Angus.

## Verleihung und Geschichte des Titels
Der Titel Earl of Southesk wurde am 22. Juni 1633, zusammen mit dem nachgeordneten Titel Lord Carnegie of Kinnaird and Leuchars, an David Carnegie, 1. Lord Carnegie of Kinnaird verliehen, einen ehrenamtlichen Richter am Court of Session, dem höchsten schottischen Gericht für Zivilsachen. Ihm war bereits am 14. April 1616 der fortan nachgeordnete Titel Lord Carnegie of Kinnaird verliehen worden. Alle drei Titel gehören zur Peerage of Scotland.
Sein Ur-urenkel, der 5. Earl, nahm 1715 am Ersten Jakobitenaufstand teil. Er wurde deshalb 1715 durch Beschluss des Parlaments geächtet, womit er seiner Titel für verlustig erklärt wurde und seine Ländereien von der Krone eingezogen wurden. Da der ehemals 5. Earl bei seinem Tod im französischen Exil 1730 keine männlichen Nachkommen hinterließ, wurde sein Neffe vierten Grades, Sir James Carnegie, 3. Baronet, Familienoberhaupt. Dieser führte bereits den Titel 3. Baronet, of Pitcarrow in the County of Kincardine, der am 20. Februar 1663 in der Baronetage of Nova Scotia seinem Großvater, einem Sohn des vierten Sohnes des 1. Earls of Southesk, verliehen worden war. Der 3. Baronet kämpfte seit 1741 auf britischer Seite gegen die Jakobiten und erwarb 1746 die eingezogenen Ländereien des 5. Earls.
Dessen Urenkel, der 6. Baronet, erreichte 1855 die rückwirkende Aufhebung des Ächtungsbeschlusses von 1715 und damit, unter Einrechnung seiner de iure berechtigten Vorfahren, die Wiederherstellung der verwirkten Titel für ihn als 9. Earl. Am 7. Dezember 1869 wurde er in der Peerage of the United Kingdom zudem zum Baron Balinhard, of Farnell in the County of Forfar, erhoben, womit im Gegensatz zu seinen schottischen Titeln, ein unmittelbarer Anspruch auf einen Sitz im britischen House of Lords verbunden war.
Sein Enkel, der 11. Earl, heiratete Prinzessin Maud of Fife, die jüngere Tochter von Alexander Duff, 1. Duke of Fife, und Prinzessin Louise, der ältesten Tochter von König Eduard VII. Dieses Dukedom war mit der ausdrücklichen Bestimmung verliehen worden, dass sie auch auf die Töchter des Dukes und ihre männlichen Abkömmlinge übergehen könne. Nach dem Tod seines Großvaters und seiner Tante Prinzessin Alexandra, 2. Duchess of Fife wurde der einzige Sohn des 11. Earl daher im Jahre 1959 3. Duke of Fife. Seine Mutter war bereits 1945 verstorben. 1992 verstarb der 11. Earl und sein Sohn, der 3. Duke, erbte auch dessen Titel als 12. Earl of Southesk. Seitdem sind die Earlswürde und die weiteren Titel nachgeordnete Titel des jeweiligen Duke of Fife.

## Liste der Earls of Southesk und Carnegie Baronets

### Earls of Southesk (1633)
- David Carnegie, 1. Earl of Southesk (1575–1658)
- James Carnegie, 2. Earl of Southesk (vor 1583–1669)
- Robert Carnegie, 3. Earl of Southesk (vor 1649–1688)
- Charles Carnegie, 4. Earl of Southesk (1661–1699)
- James Carnegie, 5. Earl of Southesk (1692–1730) (Titel verwirkt 1715; Verwirkung 1855 widerrufen)
- Sir James Carnegie, 3. Baronet, de jure 6. Earl of Southesk (etwa 1715–1765)
- Sir David Carnegie, 4. Baronet, de jure 7. Earl of Southesk (1753–1805)
- Sir James Carnegie, 5. Baronet, de jure 8. Earl of Southesk (1799–1849)
- James Carnegie, 9. Earl of Southesk (1827–1905) (Titel bestätigt 1855)
- Charles Carnegie, 10. Earl of Southesk (1854–1941)
- Charles Carnegie, 11. Earl of Southesk (1893–1992)
- James Carnegie, 3. Duke of Fife, 12. Earl of Southesk (1929–2015)
- David Carnegie, 4. Duke of Fife, 13. Earl of Southesk (* 1961)

Titelerbe (Heir Apparent) ist der älteste Sohn des aktuellen Titelinhabers, Charles Carnegie, Earl of Southesk (* 1989).

### Carnegie Baronets, of Pitcarrow (1663)
- Sir David Carnegie, 1. Baronet (vor 1674–1708)
- Sir John Carnegie, 2. Baronet (1673–1729)
- Sir James Carnegie, 3. Baronet (etwa 1715–1765) (de jure 6. Earl of Southesk)
- Sir David Carnegie, 4. Baronet (1753–1805) (de jure 7. Earl of Southesk)
- Sir James Carnegie, 5. Baronet (1799–1849) (de jure 8. Earl of Southesk)
- Sir James Carnegie, 6. Baronet (1827–1905) (1885 als 9. Earl of Southesk wieder eingesetzt)

wegen der weiteren Träger der Baronetswürde siehe oben